# Lijst van voetbalinterlands China - India
Deze lijst van voetbalinterlands is een overzicht van alle officiële voetbalwedstrijden tussen de nationale teams van China en India. De landen speelden tot op heden elf keer tegen elkaar. De eerste ontmoeting, een vriendschappelijke wedstrijd, werd gespeeld in Calcutta op 16 februari 1982. Het laatste duel, eveneens een vriendschappelijke wedstrijd, vond plaats op 13 oktober 2018 in Suzhou.

## Wedstrijden
| №  | Plaats     | Datum             | Competitie                 | Wedstrijd     | Uitslag |
| -- | ---------- | ----------------- | -------------------------- | ------------- | ------- |
| 1  | Calcutta   | 16 februari 1982  | Vriendschappelijk          | India – China | 1 – 1   |
| 2  | New Delhi  | 26 november 1982  | Aziatische Spelen 1982     | India – China | 2 – 2   |
| 3  | Calcutta   | 24 januari 1984   | Vriendschappelijk          | India − China | 0 − 3   |
| 4  | Beijing    | 21 juni 1984      | Vriendschappelijk          | China − India | 2 − 0   |
| 5  | Singapore  | 9 december 1984   | Azië Cup 1984              | India − China | 0 − 3   |
| 6  | Trivandrum | 25 januari 1986   | Vriendschappelijk          | India − China | 0 − 0   |
| 7  | Busan      | 22 september 1986 | Aziatische Spelen 1986     | India − China | 1 − 2   |
| 8  | Abu Dhabi  | 16 februari 1988  | Azië Cup 1988 kwalificatie | China − India | 1 − 1   |
| 9  | Kochi      | 1 april 1997      | Vriendschappelijk          | India − China | 0 − 0   |
| 10 | Kochi      | 11 april 1997     | Vriendschappelijk          | India − China | 1 − 2   |
| 11 | Suzhou     | 13 oktober 2018   | Vriendschappelijk          | China − India | 0 − 0   |

## Samenvatting
| Competitie            | Totaal gespeeld | Winst China | Gelijk | Winst India | Doelsaldo China – India |
| --------------------- | --------------- | ----------- | ------ | ----------- | ----------------------- |
| Azië Cup              | 1               | 1           | 0      | 0           | 3 − 0                   |
| Azië Cup-kwalificatie | 1               | 0           | 1      | 0           | 1 – 1                   |
| Aziatische Spelen     | 2               | 1           | 1      | 0           | 4 − 3                   |
| Vriendschappelijk     | 7               | 3           | 4      | 0           | 8 − 2                   |
| Totaal                | 11              | 5           | 6      | 0           | 16 – 6                  |

Wedstrijden bepaald door strafschoppen worden, in lijn met de FIFA, als een gelijkspel gerekend.